# Aproncule
Aproncule ou Apruncule (en latin Aprunculus) fut le 11e évêque de Langres et le 12e évêque de Clermont au Ve siècle.
Il est reconnu comme saint par l'Église catholique romaine et l'Église orthodoxe. Il est fêté le 14 mai.

## Biographie
Grégoire de Tours raconte qu'Aproncule était l'évêque de Langres. Gondebaud, le roi de Bourgogne, le suspecta de comploter contre lui et de soutenir Clovis ; il prit la résolution de le tuer. Aproncule fut obligé de s'enfuir en Auvergne pour sauver sa vie. Sidoine Apollinaire, qui prévit qu'il serait son successeur à l'évêché de Clermont, dit de lui que son père était d'Autun et que sa mère de la province d'Auvergne.
Il mourut en 491 et fut inhumé dans l'église Saint-Étienne qui est devenue aujourd'hui l'église Saint-Eutrope ,.